# 2013–2014-es női EHF-bajnokok ligája (csoportkör)
Ez a cikk ismerteti a 2013–2014-es női EHF-bajnokok ligája csoportköreinek az eredményeit.

## Formátum
A 16 csapatból álló mezőnyt 4 darab 4 fős csoportra osztották, ahonnan az első két helyezett jut tovább a következő körbe. Az együttesek körmérkőzéses, oda-visszavágós rendszerben mérkőznek meg egymással. A csoportok első két helyezettje továbbjutott a középdöntőbe. A továbbjutott 8 csapatot 2 négycsapatos csoportba sorsolták. Itt szintén az első két helyezett jutott tovább az egyenes kieséses szakaszba.

## Csoportkör

### Kiemelések
A csoportkör sorsolását július 28-án tartották Bécsben. A kiemeléseket az EHF-koefficiens alapján határozták meg. Minden kalapból minden csoportba egy-egy csapatot sorsoltak. Egy csoportba nem kerülhetett két azonos nemzetiségű csapat.
| 1. kalap                                                           | 2. kalap                                                        | 3. kalap                                                           | 4. kalap                                                               |
| ------------------------------------------------------------------ | --------------------------------------------------------------- | ------------------------------------------------------------------ | ---------------------------------------------------------------------- |
| Győri Audi ETO KC Larvik HK ŽRK Budućnost Podgorica Krim Ljubljana | BM Bera Bera FC Midtjylland Håndbold Thüringer HC Metz Handball | Hypo Niederösterreich RK Podravka Vegeta IK Sävehof SPR Lublin SSA | Handball Club Leipzig FTC-Rail Cargo Hungaria HCM Baia Mare ŽRK Vardar |

| Színmagyarázat                                                                                  |
| ----------------------------------------------------------------------------------------------- |
| A csoportok első két helyezettje bejutott a középdöntőbe.                                       |
| A csoportok harmadik helyezettje bejutott a 2013–2014-es női EHF-kupagyőztesek Európa-kupájába. |

### A csoport
| Csapat                | M | Gy | D | V | Lg  | Kg  | Gk  | P  |
| --------------------- | - | -- | - | - | --- | --- | --- | -- |
| Győri Audi ETO KC     | 6 | 6  | 0 | 0 | 192 | 143 | +49 | 12 |
| Thüringer HC          | 6 | 2  | 0 | 4 | 159 | 165 | -6  | 4  |
| Hypo Niederösterreich | 6 | 2  | 0 | 4 | 149 | 170 | -21 | 4  |
| HCM Baia Mare         | 6 | 2  | 0 | 4 | 140 | 162 | -22 | 4  |

| 2013. október 5. 18:30 | Győri Audi ETO KC | 41 – 22     | Hypo Niederösterreich | Magvassy Mihály Sportcsarnok, Győr Nézőszám: 1800 Játékvezetők: Pavićević, Ražnatović (MNE) |
| 2013. október 5. 18:30 | Løke 6            | (21–11)     | do Nascimento 8       | Magvassy Mihály Sportcsarnok, Győr Nézőszám: 1800 Játékvezetők: Pavićević, Ražnatović (MNE) |
| 2013. október 5. 18:30 | 1× 3×             | Jegyzőkönyv | 2× 3×                 | Magvassy Mihály Sportcsarnok, Győr Nézőszám: 1800 Játékvezetők: Pavićević, Ražnatović (MNE) |

| 2013. október 6. 15:00 | Thüringer HC | 36 – 29     | HCM Baia Mare   | Wiedigsburghalle, Nordhausen Nézőszám: 1800 Játékvezetők: Arntsen, Röen (NOR) |
| 2013. október 6. 15:00 | Frey 10      | (18–15)     | Geiger, Tătar 7 | Wiedigsburghalle, Nordhausen Nézőszám: 1800 Játékvezetők: Arntsen, Röen (NOR) |
| 2013. október 6. 15:00 | 3× 2×        | Jegyzőkönyv | 3× 3×           | Wiedigsburghalle, Nordhausen Nézőszám: 1800 Játékvezetők: Arntsen, Röen (NOR) |

| 2013. október 12. 19:00 | HCM Baia Mare | 21 – 33     | Győri Audi ETO KC | Sala Sporturilor Lascăr Pană, Nagybánya Nézőszám: 2000 Játékvezetők: Brunovský, Čanda (SVK) |
| 2013. október 12. 19:00 | Tătar 5       | (10–16)     | Løke 9            | Sala Sporturilor Lascăr Pană, Nagybánya Nézőszám: 2000 Játékvezetők: Brunovský, Čanda (SVK) |
| 2013. október 12. 19:00 | 3× 2×         | Jegyzőkönyv | 5× 3×             | Sala Sporturilor Lascăr Pană, Nagybánya Nézőszám: 2000 Játékvezetők: Brunovský, Čanda (SVK) |

| 2013. október 13. 20:25 | Hypo Niederösterreich | 29 – 23     | Thüringer HC | Bundessport- und Freizeitzentrum Südstadt, Maria Enzersdorf Nézőszám: 600 Játékvezetők: Bonaventura, Bonaventura (FRA) |
| 2013. október 13. 20:25 | do Nascimento 9       | (14–13)     | Barbosa 7    | Bundessport- und Freizeitzentrum Südstadt, Maria Enzersdorf Nézőszám: 600 Játékvezetők: Bonaventura, Bonaventura (FRA) |
| 2013. október 13. 20:25 | 3× 3×                 | Jegyzőkönyv | 4× 2× 1×     | Bundessport- und Freizeitzentrum Südstadt, Maria Enzersdorf Nézőszám: 600 Játékvezetők: Bonaventura, Bonaventura (FRA) |

| 2013. október 19. 17:00 | HCM Baia Mare | 24 – 23     | Hypo Niederösterreich | Sala Sporturilor Lascăr Pană, Nagybánya Nézőszám: 2080 Játékvezetők: Alpaidze, Berezkina (RUS) |
| 2013. október 19. 17:00 | Nechita 6     | (8–12)      | három játékos 6       | Sala Sporturilor Lascăr Pană, Nagybánya Nézőszám: 2080 Játékvezetők: Alpaidze, Berezkina (RUS) |
| 2013. október 19. 17:00 | 2× 3×         | Jegyzőkönyv | 2× 2×                 | Sala Sporturilor Lascăr Pană, Nagybánya Nézőszám: 2080 Játékvezetők: Alpaidze, Berezkina (RUS) |

| 2013. október 20. 16:00 | Thüringer HC | 25 – 33     | Győri Audi ETO KC | Wiedigsburghalle, Nordhausen Nézőszám: 2000 Játékvezetők: Nikolov, Nachevski (MKD) |
| 2013. október 20. 16:00 | Frey, Gros 6 | (12–20)     | Görbicz 11        | Wiedigsburghalle, Nordhausen Nézőszám: 2000 Játékvezetők: Nikolov, Nachevski (MKD) |
| 2013. október 20. 16:00 | 1× 3×        | Jegyzőkönyv | 1× 3×             | Wiedigsburghalle, Nordhausen Nézőszám: 2000 Játékvezetők: Nikolov, Nachevski (MKD) |

| 2013. november 2. 19:30 | Győri Audi ETO KC | 29 – 22     | Thüringer HC | Magvassy Mihály Sportcsarnok, Győr Nézőszám: 1900 Játékvezetők: Nikolić, Stojković (SRB) |
| 2013. november 2. 19:30 | Bulatović 7       | (13–11)     | Barbosa 8    | Magvassy Mihály Sportcsarnok, Győr Nézőszám: 1900 Játékvezetők: Nikolić, Stojković (SRB) |
| 2013. november 2. 19:30 | 4× 3×             | Jegyzőkönyv | 6× 3×        | Magvassy Mihály Sportcsarnok, Győr Nézőszám: 1900 Játékvezetők: Nikolić, Stojković (SRB) |

| 2013. november 2. 20:25 | Hypo Niederösterreich | 23 – 20     | HCM Baia Mare | Bundessport- und Freizeitzentrum Südstadt, Maria Enzersdorf Nézőszám: 1020 Játékvezetők: Poulsen, Mortensen (DEN) |
| 2013. november 2. 20:25 | do Nascimento 11      | (16–10)     | Rudics 4      | Bundessport- und Freizeitzentrum Südstadt, Maria Enzersdorf Nézőszám: 1020 Játékvezetők: Poulsen, Mortensen (DEN) |
| 2013. november 2. 20:25 | 5× 3×                 | Jegyzőkönyv | 4× 3×         | Bundessport- und Freizeitzentrum Südstadt, Maria Enzersdorf Nézőszám: 1020 Játékvezetők: Poulsen, Mortensen (DEN) |

| 2013. november 10. 18:00 | HCM Baia Mare | 20 – 19     | Thüringer HC | Sala Sporturilor Lascăr Pană, Nagybánya Nézőszám: 2080 Játékvezetők: Krstić, Ljubić (SLO) |
| 2013. november 10. 18:00 | Marin 10      | (10–11)     | Nadgornaja 7 | Sala Sporturilor Lascăr Pană, Nagybánya Nézőszám: 2080 Játékvezetők: Krstić, Ljubić (SLO) |
| 2013. november 10. 18:00 | 2× 3×         | Jegyzőkönyv | 5× 3×        | Sala Sporturilor Lascăr Pană, Nagybánya Nézőszám: 2080 Játékvezetők: Krstić, Ljubić (SLO) |

| 2013. november 10. 20:05 | Hypo Niederösterreich | 27 – 28     | Győri Audi ETO KC | Bundessport- und Freizeitzentrum Südstadt, Maria Enzersdorf Nézőszám: 1020 Játékvezetők: Arntsen, Röen (NOR) |
| 2013. november 10. 20:05 | do Nascimento 8       | (11–14)     | Bulatović 9       | Bundessport- und Freizeitzentrum Südstadt, Maria Enzersdorf Nézőszám: 1020 Játékvezetők: Arntsen, Röen (NOR) |
| 2013. november 10. 20:05 | 4× 3×                 | Jegyzőkönyv | 2× 2×             | Bundessport- und Freizeitzentrum Südstadt, Maria Enzersdorf Nézőszám: 1020 Játékvezetők: Arntsen, Röen (NOR) |

| 2013. november 16. 18:30 | Győri Audi ETO KC | 28 – 26     | HCM Baia Mare | Magvassy Mihály Sportcsarnok, Győr Nézőszám: 1900 Játékvezetők: Baranowski, Lemanowicz (POL) |
| 2013. november 16. 18:30 | Bulatović 7       | (14–14)     | Geiger 7      | Magvassy Mihály Sportcsarnok, Győr Nézőszám: 1900 Játékvezetők: Baranowski, Lemanowicz (POL) |
| 2013. november 16. 18:30 | 3× 3×             | Jegyzőkönyv | 4× 3×         | Magvassy Mihály Sportcsarnok, Győr Nézőszám: 1900 Játékvezetők: Baranowski, Lemanowicz (POL) |

| 2013. november 17. 15:00 | Thüringer HC | 34 – 25     | Hypo Niederösterreich | Wiedigsburghalle, Nordhausen Nézőszám: 2208 Játékvezetők: Laurell, Engberg (SWE) |
| 2013. november 17. 15:00 | Wohlbold 8   | (17–11)     | do Nascimento 8       | Wiedigsburghalle, Nordhausen Nézőszám: 2208 Játékvezetők: Laurell, Engberg (SWE) |
| 2013. november 17. 15:00 | 5× 2×        | Jegyzőkönyv | 4× 3×                 | Wiedigsburghalle, Nordhausen Nézőszám: 2208 Játékvezetők: Laurell, Engberg (SWE) |

### B csoport
| Csapat                  | M | Gy | D | V | Lg  | Kg  | Gk  | P  |
| ----------------------- | - | -- | - | - | --- | --- | --- | -- |
| FC Midtjylland Håndbold | 6 | 5  | 0 | 1 | 156 | 139 | +17 | 10 |
| ŽRK Budućnost Podgorica | 6 | 4  | 0 | 2 | 156 | 125 | +31 | 8  |
| FTC-Rail Cargo Hungaria | 6 | 3  | 0 | 3 | 162 | 161 | +1  | 6  |
| SPR Lublin SSA          | 6 | 0  | 0 | 6 | 140 | 189 | -49 | 0  |

| 2013. október 6. 17:00 | FC Midtjylland Håndbold | 32 – 23     | Ferencváros | Ikast-Brande Arena, Ikast Nézőszám: 1790 Játékvezetők: Florescu, Duţă (ROU) |
| 2013. október 6. 17:00 | négy játékos 6          | (16–11)     | Pena 8      | Ikast-Brande Arena, Ikast Nézőszám: 1790 Játékvezetők: Florescu, Duţă (ROU) |
| 2013. október 6. 17:00 | 5× 3×                   | Jegyzőkönyv | 7× 3×       | Ikast-Brande Arena, Ikast Nézőszám: 1790 Játékvezetők: Florescu, Duţă (ROU) |

| 2013. október 6. 19:00 | ŽRK Budućnost Podgorica | 31 – 19     | SPR Lublin SSA   | Morača Sports Center, Podgorica Nézőszám: 3000 Játékvezetők: Năstase, Stancu (ROU) |
| 2013. október 6. 19:00 | Miljanić-Petrovic 6     | (16–8)      | Drabik, Wojtas 4 | Morača Sports Center, Podgorica Nézőszám: 3000 Játékvezetők: Năstase, Stancu (ROU) |
| 2013. október 6. 19:00 | 3× 3×                   | Jegyzőkönyv | 3× 3×            | Morača Sports Center, Podgorica Nézőszám: 3000 Játékvezetők: Năstase, Stancu (ROU) |

| 2013. október 12. 20:00 | SPR Lublin SSA | 24 – 25     | FC Midtjylland Håndbold | Hala Sportowo-Widowiskowa "Globus", Lublin Nézőszám: 2500 Játékvezetők: Brkić, Jusufhodžić (AUT) |
| 2013. október 12. 20:00 | Wojtas 6       | (14–13)     | Jørgensen 8             | Hala Sportowo-Widowiskowa "Globus", Lublin Nézőszám: 2500 Játékvezetők: Brkić, Jusufhodžić (AUT) |
| 2013. október 12. 20:00 | 1× 3×          | Jegyzőkönyv | 2× 3×                   | Hala Sportowo-Widowiskowa "Globus", Lublin Nézőszám: 2500 Játékvezetők: Brkić, Jusufhodžić (AUT) |

| 2013. október 13. 18:00 | Ferencváros | 27 – 25     | ŽRK Budućnost Podgorica | OBO Aréna, Dabas Nézőszám: 2400 Játékvezetők: Gousko, Repkin (BLR) |
| 2013. október 13. 18:00 | Tomori 7    | (13–13)     | Miljanić-Petrovic 8     | OBO Aréna, Dabas Nézőszám: 2400 Játékvezetők: Gousko, Repkin (BLR) |
| 2013. október 13. 18:00 | 2× 3×       | Jegyzőkönyv | 3× 3×                   | OBO Aréna, Dabas Nézőszám: 2400 Játékvezetők: Gousko, Repkin (BLR) |

| 2013. október 20. 14:00 | Ferencváros | 40 – 25     | SPR Lublin SSA | OBO Aréna, Dabas Nézőszám: 2400 Játékvezetők: Laurell, Engberg (SWE) |
| 2013. október 20. 14:00 | Kovacsicz 8 | (20–12)     | Wojtas 11      | OBO Aréna, Dabas Nézőszám: 2400 Játékvezetők: Laurell, Engberg (SWE) |
| 2013. október 20. 14:00 | 4× 3×       | Jegyzőkönyv | 3× 2×          | OBO Aréna, Dabas Nézőszám: 2400 Játékvezetők: Laurell, Engberg (SWE) |

| 2013. október 20. 15:15 | FC Midtjylland Håndbold | 21 – 19     | ŽRK Budućnost Podgorica | Ikast-Brande Arena, Ikast Nézőszám: 2020 Játékvezetők: Opava, Válek (CZE) |
| 2013. október 20. 15:15 | Jensen 8                | (8–11)      | Neagu 6                 | Ikast-Brande Arena, Ikast Nézőszám: 2020 Játékvezetők: Opava, Válek (CZE) |
| 2013. október 20. 15:15 | 4× 2×                   | Jegyzőkönyv | 8× 3×                   | Ikast-Brande Arena, Ikast Nézőszám: 2020 Játékvezetők: Opava, Válek (CZE) |

| 2013. november 3. 17:00 | ŽRK Budućnost Podgorica | 22 – 15     | FC Midtjylland Håndbold | Morača Sports Center, Podgorica Nézőszám: 4000 Játékvezetők: Cohen, Peretz (ISR) |
| 2013. november 3. 17:00 | Knežević 8              | (12–10)     | Jørgensen, Thorsgaard 4 | Morača Sports Center, Podgorica Nézőszám: 4000 Játékvezetők: Cohen, Peretz (ISR) |
| 2013. november 3. 17:00 | 2× 3×                   | Jegyzőkönyv | 2× 3×                   | Morača Sports Center, Podgorica Nézőszám: 4000 Játékvezetők: Cohen, Peretz (ISR) |

| 2013. november 3. 17:15 | SPR Lublin SSA | 24 – 26     | Ferencváros | Hala Sportowo-Widowiskowa "Globus", Lublin Nézőszám: 1800 Játékvezetők: Tzaferopoulos, Bethmann (GRE) |
| 2013. november 3. 17:15 | Skrzyniarz 8   | (12–15)     | Tomori 7    | Hala Sportowo-Widowiskowa "Globus", Lublin Nézőszám: 1800 Játékvezetők: Tzaferopoulos, Bethmann (GRE) |
| 2013. november 3. 17:15 | 3× 2×          | Jegyzőkönyv | 3× 2×       | Hala Sportowo-Widowiskowa "Globus", Lublin Nézőszám: 1800 Játékvezetők: Tzaferopoulos, Bethmann (GRE) |

| 2013. november 9. 16:00 | SPR Lublin SSA | 22 – 30     | ŽRK Budućnost Podgorica | Hala Sportowo-Widowiskowa "Globus", Lublin Nézőszám: 1600 Játékvezetők: Kolevski, Krkačev (MKD) |
| 2013. november 9. 16:00 | Mihdaliova 7   | (12–13)     | Miljanić-Petrovic 8     | Hala Sportowo-Widowiskowa "Globus", Lublin Nézőszám: 1600 Játékvezetők: Kolevski, Krkačev (MKD) |
| 2013. november 9. 16:00 | 3× 3×          | Jegyzőkönyv | 4× 3×                   | Hala Sportowo-Widowiskowa "Globus", Lublin Nézőszám: 1600 Játékvezetők: Kolevski, Krkačev (MKD) |

| 2013. november 9. 18:30 | Ferencváros | 25 – 26     | FC Midtjylland Håndbold | OBO Aréna, Dabas Nézőszám: 1800 Játékvezetők: Marić, Mašić (SRB) |
| 2013. november 9. 18:30 | Pena 8      | (10–13)     | Groot 7                 | OBO Aréna, Dabas Nézőszám: 1800 Játékvezetők: Marić, Mašić (SRB) |
| 2013. november 9. 18:30 | 3×          | Jegyzőkönyv | 4× 3×                   | OBO Aréna, Dabas Nézőszám: 1800 Játékvezetők: Marić, Mašić (SRB) |

| 2013. november 17. 13:15 | FC Midtjylland Håndbold | 37 – 26     | SPR Lublin SSA | Ikast-Brande Arena, Ikast Nézőszám: 1830 Játékvezetők: Bonaventura, Bonaventura (FRA) |
| 2013. november 17. 13:15 | L. Jørgensen 9          | (20–13)     | Majerek 5      | Ikast-Brande Arena, Ikast Nézőszám: 1830 Játékvezetők: Bonaventura, Bonaventura (FRA) |
| 2013. november 17. 13:15 | 1× 3×                   | Jegyzőkönyv | 3× 3×          | Ikast-Brande Arena, Ikast Nézőszám: 1830 Játékvezetők: Bonaventura, Bonaventura (FRA) |

| 2013. november 17. 18:00 | ŽRK Budućnost Podgorica | 29 – 21     | Ferencváros | Morača Sports Center, Podgorica Nézőszám: 5000 Játékvezetők: Stark, Stefan (ROU) |
| 2013. november 17. 18:00 | Ježić, Knežević 6       | (15–14)     | Tomori 6    | Morača Sports Center, Podgorica Nézőszám: 5000 Játékvezetők: Stark, Stefan (ROU) |
| 2013. november 17. 18:00 | 2×                      | Jegyzőkönyv | 5× 3×       | Morača Sports Center, Podgorica Nézőszám: 5000 Játékvezetők: Stark, Stefan (ROU) |

### C csoport
| Csapat         | M | Gy | D | V | Lg  | Kg  | Gk  | P |
| -------------- | - | -- | - | - | --- | --- | --- | - |
| Krim Ljubljana | 6 | 4  | 1 | 1 | 167 | 138 | +29 | 9 |
| IK Sävehof     | 6 | 3  | 1 | 2 | 169 | 172 | -3  | 7 |
| Metz Handball  | 6 | 3  | 0 | 3 | 149 | 144 | +5  | 6 |
| HC Leipzig     | 6 | 1  | 0 | 5 | 139 | 170 | -31 | 2 |

| 2013. október 5. 16:00 | Metz Handball     | 22 – 23     | Handball Club Leipzig | Arènes de Metz, Metz Nézőszám: 3800 Játékvezetők: Brehmer, Skowronek (POL) |
| 2013. október 5. 16:00 | Broch, Liščević 4 | (11–13)     | Kudłacz, Müller 5     | Arènes de Metz, Metz Nézőszám: 3800 Játékvezetők: Brehmer, Skowronek (POL) |
| 2013. október 5. 16:00 | 2× 3×             | Jegyzőkönyv | 6× 3×                 | Arènes de Metz, Metz Nézőszám: 3800 Játékvezetők: Brehmer, Skowronek (POL) |

| 2013. október 5. 16:00 | Krim Ljubljana | 36 – 28     | IK Sävehof   | Arena Stožice, Ljubljana Nézőszám: 2000 Játékvezetők: Alpaidze, Berezkina (RUS) |
| 2013. október 5. 16:00 | Mavsar 9       | (14–12)     | Fogelström 6 | Arena Stožice, Ljubljana Nézőszám: 2000 Játékvezetők: Alpaidze, Berezkina (RUS) |
| 2013. október 5. 16:00 | 1× 2×          | Jegyzőkönyv | 2× 3×        | Arena Stožice, Ljubljana Nézőszám: 2000 Játékvezetők: Alpaidze, Berezkina (RUS) |

| 2013. október 12. 16:00 | IK Sävehof | 32 – 30     | Metz Handball           | Partillebohallen, Partille Nézőszám: 800 Játékvezetők: Marić, Mašić (SRB) |
| 2013. október 12. 16:00 | Oden 11    | (15–19)     | Baudouin, Zaadi Deuna 6 | Partillebohallen, Partille Nézőszám: 800 Játékvezetők: Marić, Mašić (SRB) |
| 2013. október 12. 16:00 | 2× 3×      | Jegyzőkönyv | 3× 2×                   | Partillebohallen, Partille Nézőszám: 800 Játékvezetők: Marić, Mašić (SRB) |

| 2013. október 13. 15:00 | Handball Club Leipzig | 23 – 27     | Krim Ljubljana   | Leipzig Arena, Lipcse Nézőszám: 3691 Játékvezetők: Stoļarovs, Līcis (LAT) |
| 2013. október 13. 15:00 | Kudłacz 7             | (10–13)     | Lazović-Varlec 7 | Leipzig Arena, Lipcse Nézőszám: 3691 Játékvezetők: Stoļarovs, Līcis (LAT) |
| 2013. október 13. 15:00 | 3×                    | Jegyzőkönyv | 4× 3×            | Leipzig Arena, Lipcse Nézőszám: 3691 Játékvezetők: Stoļarovs, Līcis (LAT) |

| 2013. október 19. 16:00 | Handball Club Leipzig | 28 – 34     | IK Sävehof | Leipzig Arena, Lipcse Nézőszám: 2500 Játékvezetők: Sager, Styger (SUI) |
| 2013. október 19. 16:00 | Müller 8              | (15–18)     | Oden 9     | Leipzig Arena, Lipcse Nézőszám: 2500 Játékvezetők: Sager, Styger (SUI) |
| 2013. október 19. 16:00 | 4× 3×                 | Jegyzőkönyv | 5×         | Leipzig Arena, Lipcse Nézőszám: 2500 Játékvezetők: Sager, Styger (SUI) |

| 2013. október 20. 19:00 | Metz Handball            | 21 – 20     | Krim Ljubljana | Arènes de Metz, Metz Nézőszám: 4053 Játékvezetők: Cohen, Peretz (ISR) |
| 2013. október 20. 19:00 | Baudouin, Kamto Njitam 4 | (12–7)      | Irman 6        | Arènes de Metz, Metz Nézőszám: 4053 Játékvezetők: Cohen, Peretz (ISR) |
| 2013. október 20. 19:00 | 4× 2×                    | Jegyzőkönyv | 4× 3×          | Arènes de Metz, Metz Nézőszám: 4053 Játékvezetők: Cohen, Peretz (ISR) |

| 2013. november 2. 20:30 | Krim Ljubljana | 27 – 21     | Metz Handball | Arena Stožice, Ljubljana Nézőszám: 2100 Játékvezetők: Gatelis, Mažeika (LTU) |
| 2013. november 2. 20:30 | Irman 7        | (13–11)     | Baudouin 7    | Arena Stožice, Ljubljana Nézőszám: 2100 Játékvezetők: Gatelis, Mažeika (LTU) |
| 2013. november 2. 20:30 | 3× 3×          | Jegyzőkönyv | 2× 3×         | Arena Stožice, Ljubljana Nézőszám: 2100 Játékvezetők: Gatelis, Mažeika (LTU) |

| 2013. november 3. 18:00 | IK Sävehof | 30 – 23     | Handball Club Leipzig | Partillebohallen, Partille Nézőszám: 1511 Játékvezetők: Andorka, Hucker (HUN) |
| 2013. november 3. 18:00 | Oden 8     | (14–13)     | Lang 6                | Partillebohallen, Partille Nézőszám: 1511 Játékvezetők: Andorka, Hucker (HUN) |
| 2013. november 3. 18:00 | 4× 2×      | Jegyzőkönyv | 2× 2×                 | Partillebohallen, Partille Nézőszám: 1511 Játékvezetők: Andorka, Hucker (HUN) |

| 2013. november 10. 15:00 | Handball Club Leipzig | 22 – 25     | Metz Handball | Leipzig Arena, Lipcse Nézőszám: 2491 Játékvezetők: Lorente, Serradilla (ESP) |
| 2013. november 10. 15:00 | Kudłacz, Lang 5       | (10–11)     | Andrjusina 7  | Leipzig Arena, Lipcse Nézőszám: 2491 Játékvezetők: Lorente, Serradilla (ESP) |
| 2013. november 10. 15:00 | 2× 3×                 | Jegyzőkönyv | 4× 3×         | Leipzig Arena, Lipcse Nézőszám: 2491 Játékvezetők: Lorente, Serradilla (ESP) |

| 2013. november 10. 16:00 | IK Sävehof | 25 – 25     | Krim Ljubljana | Partillebohallen, Partille Nézőszám: 1355 Játékvezetők: Santos, Fonseca (POR) |
| 2013. november 10. 16:00 | Alm 7      | (16–13)     | Mavsar 6       | Partillebohallen, Partille Nézőszám: 1355 Játékvezetők: Santos, Fonseca (POR) |
| 2013. november 10. 16:00 | 3× 3×      | Jegyzőkönyv | 2× 3× 1×       | Partillebohallen, Partille Nézőszám: 1355 Játékvezetők: Santos, Fonseca (POR) |

| 2013. november 16. 17:00 | Krim Ljubljana | 32 – 20     | Handball Club Leipzig | Arena Stožice, Ljubljana Nézőszám: 2500 Játékvezetők: Florescu, Duţă (ROU) |
| 2013. november 16. 17:00 | Zrnec 7        | (15–8)      | Kudłacz 7             | Arena Stožice, Ljubljana Nézőszám: 2500 Játékvezetők: Florescu, Duţă (ROU) |
| 2013. november 16. 17:00 | 2×             | Jegyzőkönyv | 1× 3×                 | Arena Stožice, Ljubljana Nézőszám: 2500 Játékvezetők: Florescu, Duţă (ROU) |

| 2013. november 17. 13:15 | Metz Handball | 30 – 20     | IK Sävehof        | Arènes de Metz, Metz Nézőszám: 4060 Játékvezetők: Covalciuc, Covalciuc (MDA) |
| 2013. november 17. 13:15 | Zaadi Deuna 6 | (20–10)     | Alm, Fogelström 4 | Arènes de Metz, Metz Nézőszám: 4060 Játékvezetők: Covalciuc, Covalciuc (MDA) |
| 2013. november 17. 13:15 | 3× 3×         | Jegyzőkönyv | 2× 3×             | Arènes de Metz, Metz Nézőszám: 4060 Játékvezetők: Covalciuc, Covalciuc (MDA) |

### D csoport
| Csapat             | M | Gy | D | V | Lg  | Kg  | Gk  | P  |
| ------------------ | - | -- | - | - | --- | --- | --- | -- |
| ŽRK Vardar         | 6 | 5  | 1 | 0 | 185 | 138 | +47 | 11 |
| Larvik HK          | 6 | 4  | 1 | 1 | 170 | 133 | +37 | 9  |
| RK Podravka Vegeta | 6 | 1  | 0 | 5 | 128 | 178 | -50 | 2  |
| BM Bera Bera       | 6 | 1  | 0 | 5 | 123 | 157 | -34 | 2  |

| 2013. október 5. 19:30 | Larvik HK           | 34 – 18     | RK Podravka Vegeta | Arena Larvik, Larvik Nézőszám: 1710 Játékvezetők: Sigurjónsson, Pétursson (ISL) |
| 2013. október 5. 19:30 | Riegelhuth Koren 12 | (17–7)      | Milanović-Litre 5  | Arena Larvik, Larvik Nézőszám: 1710 Játékvezetők: Sigurjónsson, Pétursson (ISL) |
| 2013. október 5. 19:30 | 4× 3×               | Jegyzőkönyv | 6× 2×              | Arena Larvik, Larvik Nézőszám: 1710 Játékvezetők: Sigurjónsson, Pétursson (ISL) |

| 2013. október 6. 12:15 | BM Bera Bera | 19 – 23     | ŽRK Vardar | Polideportivo Bidebieta, Donostia-San Sebastián Nézőszám: 850 Játékvezetők: Herczeg, Südi (HUN) |
| 2013. október 6. 12:15 | Ziarsolo 7   | (8–12)      | Lekić 6    | Polideportivo Bidebieta, Donostia-San Sebastián Nézőszám: 850 Játékvezetők: Herczeg, Südi (HUN) |
| 2013. október 6. 12:15 | 2× 3× 1×     | Jegyzőkönyv | 7× 3× 1×   | Polideportivo Bidebieta, Donostia-San Sebastián Nézőszám: 850 Játékvezetők: Herczeg, Südi (HUN) |

| 2013. október 11. 18:30 | ŽRK Vardar | 27 – 27     | Larvik HK | Boris Trajkovski Sports Center, Szkopje Nézőszám: 3100 Játékvezetők: Caçador, Nicolau (POR) |
| 2013. október 11. 18:30 | Zebić 7    | (12–15)     | Mørk 9    | Boris Trajkovski Sports Center, Szkopje Nézőszám: 3100 Játékvezetők: Caçador, Nicolau (POR) |
| 2013. október 11. 18:30 | 2× 3×      | Jegyzőkönyv | 4× 3×     | Boris Trajkovski Sports Center, Szkopje Nézőszám: 3100 Játékvezetők: Caçador, Nicolau (POR) |

| 2013. október 12. 18:00 | RK Podravka Vegeta | 29 – 18     | BM Bera Bera | Sportska dvorana Gimnazije "Fran Galović", Kapronca Nézőszám: 1500 Játékvezetők: Rakytina, Tkachuk (UKR) |
| 2013. október 12. 18:00 | Živković 9         | (14–7)      | Pinedo 7     | Sportska dvorana Gimnazije "Fran Galović", Kapronca Nézőszám: 1500 Játékvezetők: Rakytina, Tkachuk (UKR) |
| 2013. október 12. 18:00 | 2× 3×              | Jegyzőkönyv | 2× 3×        | Sportska dvorana Gimnazije "Fran Galović", Kapronca Nézőszám: 1500 Játékvezetők: Rakytina, Tkachuk (UKR) |

| 2013. október 19. 20:00 | ŽRK Vardar  | 39 – 26     | RK Podravka Vegeta | Boris Trajkovski Sports Center, Szkopje Nézőszám: 3800 Játékvezetők: Bonaventura, Bonaventura (FRA) |
| 2013. október 19. 20:00 | Radičević 8 | (18–7)      | Havić 7            | Boris Trajkovski Sports Center, Szkopje Nézőszám: 3800 Játékvezetők: Bonaventura, Bonaventura (FRA) |
| 2013. október 19. 20:00 | 2×          | Jegyzőkönyv | 3× 2×              | Boris Trajkovski Sports Center, Szkopje Nézőszám: 3800 Játékvezetők: Bonaventura, Bonaventura (FRA) |

| 2013. október 20. 12:15 | BM Bera Bera | 17 – 27     | Larvik HK | Polideportivo Bidebieta, Donostia-San Sebastián Nézőszám: 800 Játékvezetők: Vujačić, Kazanegra (MNE) |
| 2013. október 20. 12:15 | Ziarsolo 5   | (9–13)      | Mørk 6    | Polideportivo Bidebieta, Donostia-San Sebastián Nézőszám: 800 Játékvezetők: Vujačić, Kazanegra (MNE) |
| 2013. október 20. 12:15 | 3× 3×        | Jegyzőkönyv | 2× 3×     | Polideportivo Bidebieta, Donostia-San Sebastián Nézőszám: 800 Játékvezetők: Vujačić, Kazanegra (MNE) |

| 2013. november 2. 19:30 | Larvik HK  | 29 – 21     | BM Bera Bera | Arena Larvik, Larvik Nézőszám: 1559 Játékvezetők: Lah, Sok (SLO) |
| 2013. november 2. 19:30 | Sulland 11 | (15–9)      | Elorza 8     | Arena Larvik, Larvik Nézőszám: 1559 Játékvezetők: Lah, Sok (SLO) |
| 2013. november 2. 19:30 | 3× 3×      | Jegyzőkönyv | 4× 2×        | Arena Larvik, Larvik Nézőszám: 1559 Játékvezetők: Lah, Sok (SLO) |

| 2013. november 3. 18:00 | RK Podravka Vegeta | 17 – 35     | ŽRK Vardar | Sportska dvorana Gimnazije "Fran Galović", Kapronca Nézőszám: 1800 Játékvezetők: Pandzić, Mosorinski (SRB) |
| 2013. november 3. 18:00 | Živković 4         | (10–16)     | Lekić 8    | Sportska dvorana Gimnazije "Fran Galović", Kapronca Nézőszám: 1800 Játékvezetők: Pandzić, Mosorinski (SRB) |
| 2013. november 3. 18:00 | 4× 3×              | Jegyzőkönyv | 2× 3×      | Sportska dvorana Gimnazije "Fran Galović", Kapronca Nézőszám: 1800 Játékvezetők: Pandzić, Mosorinski (SRB) |

| 2013. november 10. 18:00 | RK Podravka Vegeta | 19 – 24     | Larvik HK | Sportska dvorana Gimnazije "Fran Galović", Kapronca Nézőszám: 2100 Játékvezetők: Kijauskaite, Zaliene (LTU) |
| 2013. november 10. 18:00 | Trifunović 8       | (8–8)       | Mørk 8    | Sportska dvorana Gimnazije "Fran Galović", Kapronca Nézőszám: 2100 Játékvezetők: Kijauskaite, Zaliene (LTU) |
| 2013. november 10. 18:00 | 7× 2×              | Jegyzőkönyv | 1× 2×     | Sportska dvorana Gimnazije "Fran Galović", Kapronca Nézőszám: 2100 Játékvezetők: Kijauskaite, Zaliene (LTU) |

| 2013. november 10. 18:00 | ŽRK Vardar | 30 – 20     | BM Bera Bera | Boris Trajkovski Sports Center, Szkopje Nézőszám: 3500 Játékvezetők: Năstase, Stancu (ROU) |
| 2013. november 10. 18:00 | Khmyrova 6 | (15–7)      | Ziarsolo 7   | Boris Trajkovski Sports Center, Szkopje Nézőszám: 3500 Játékvezetők: Năstase, Stancu (ROU) |
| 2013. november 10. 18:00 | 1× 2×      | Jegyzőkönyv | 3×           | Boris Trajkovski Sports Center, Szkopje Nézőszám: 3500 Játékvezetők: Năstase, Stancu (ROU) |

| 2013. november 16. 19:30 | Larvik HK | 29 – 31     | ŽRK Vardar  | Arena Larvik, Larvik Nézőszám: 2457 Játékvezetők: Horváth, Márton (HUN) |
| 2013. november 16. 19:30 | Mørk 6    | (15–15)     | Radičević 7 | Arena Larvik, Larvik Nézőszám: 2457 Játékvezetők: Horváth, Márton (HUN) |
| 2013. november 16. 19:30 | 2× 3×     | Jegyzőkönyv | 2× 3×       | Arena Larvik, Larvik Nézőszám: 2457 Játékvezetők: Horváth, Márton (HUN) |

| 2013. november 17. 12:15 | BM Bera Bera | 28 – 19     | RK Podravka Vegeta | Polideportivo Bidebieta, Donostia-San Sebastián Nézőszám: 800 Játékvezetők: Pichon, Reveret (FRA) |
| 2013. november 17. 12:15 | Ziarsolo 9   | (11–11)     | Havić 4            | Polideportivo Bidebieta, Donostia-San Sebastián Nézőszám: 800 Játékvezetők: Pichon, Reveret (FRA) |
| 2013. november 17. 12:15 | 3× 3×        | Jegyzőkönyv | 6× 3×              | Polideportivo Bidebieta, Donostia-San Sebastián Nézőszám: 800 Játékvezetők: Pichon, Reveret (FRA) |

## Középdöntő
A sorsolást 2013. november 19-én tartották Bécsben. A csoportkörből továbbjutott 8 csapatot 2 négycsapatos csoportba sorsolták. Azonos csoportból továbbjutott csapatok nem kerülhettek azonos csoportba. Az első két helyezett továbbjutott az egyenes kieséses szakaszba, míg a 3. és 4. helyezett kiesett.

### Kiemelések
| 1. kalap                                                            | 2. kalap                                                  |
| ------------------------------------------------------------------- | --------------------------------------------------------- |
| Győri Audi ETO KC FC Midtjylland Håndbold Krim Ljubljana ŽRK Vardar | Thüringer HC ŽRK Budućnost Podgorica IK Sävehof Larvik HK |

### 1. csoport
| Csapat                  | M | Gy | D | V | G+  | G-  | Gk  | P |
| ----------------------- | - | -- | - | - | --- | --- | --- | - |
| ŽRK Vardar              | 6 | 3  | 2 | 1 | 154 | 142 | +12 | 8 |
| FC Midtjylland Håndbold | 6 | 3  | 1 | 2 | 152 | 147 | +5  | 7 |
| Thüringer HC            | 6 | 3  | 1 | 2 | 157 | 156 | +1  | 7 |
| IK Sävehof              | 6 | 0  | 2 | 4 | 149 | 167 | –18 | 2 |

| 2014. február 1. 13:45 | FC Midtjylland Håndbold | 25 – 24     | IK Sävehof | Ikast-Brande Arena, Ikast Nézőszám: 2025 Játékvezetők: Brkić, Jusufhodžić (AUT) |
| 2014. február 1. 13:45 | Groot, Troelsen 4       | (12–14)     | Oden 9     | Ikast-Brande Arena, Ikast Nézőszám: 2025 Játékvezetők: Brkić, Jusufhodžić (AUT) |
| 2014. február 1. 13:45 | 3× 2×                   | Jegyzőkönyv | 5× 3×      | Ikast-Brande Arena, Ikast Nézőszám: 2025 Játékvezetők: Brkić, Jusufhodžić (AUT) |

| 2014. február 2. 18:00 | ŽRK Vardar             | 31 – 25     | Thüringer HC | Boris Trajkovski Sports Center, Szkopje Nézőszám: 4000 Játékvezetők: Mata, López (ESP) |
| 2014. február 2. 18:00 | Dmitrović, Radičević 6 | (16–13)     | Luzumová 8   | Boris Trajkovski Sports Center, Szkopje Nézőszám: 4000 Játékvezetők: Mata, López (ESP) |
| 2014. február 2. 18:00 | 2× 3×                  | Jegyzőkönyv | 2× 3×        | Boris Trajkovski Sports Center, Szkopje Nézőszám: 4000 Játékvezetők: Mata, López (ESP) |

| 2014. február 8. 15:00 | Thüringer HC     | 26 – 24     | FC Midtjylland Håndbold | Wiedigsburghalle, Nordhausen Nézőszám: 2200 Játékvezetők: Bonaventura, Bonaventura (FRA) |
| 2014. február 8. 15:00 | Barbosa, Huber 6 | (10–14)     | Jensen 6                | Wiedigsburghalle, Nordhausen Nézőszám: 2200 Játékvezetők: Bonaventura, Bonaventura (FRA) |
| 2014. február 8. 15:00 | 6× 3× 1×         | Jegyzőkönyv | 2× 3×                   | Wiedigsburghalle, Nordhausen Nézőszám: 2200 Játékvezetők: Bonaventura, Bonaventura (FRA) |

| 2014. február 9. 15:30 | IK Sävehof | 27 – 27     | ŽRK Vardar | Partillebohallen, Partille Nézőszám: 1550 Játékvezetők: Gasmi, Gasmi (FRA) |
| 2014. február 9. 15:30 | Alm 9      | (15–15)     | Lekić 7    | Partillebohallen, Partille Nézőszám: 1550 Játékvezetők: Gasmi, Gasmi (FRA) |
| 2014. február 9. 15:30 | 2× 3×      | Jegyzőkönyv | 3× 3×      | Partillebohallen, Partille Nézőszám: 1550 Játékvezetők: Gasmi, Gasmi (FRA) |

| 2014. február 15. 15:00 | Thüringer HC     | 30 – 25     | IK Sävehof | Wiedigsburghalle, Nordhausen Nézőszám: 1700 Játékvezetők: Lah, Sok (SLO) |
| 2014. február 15. 15:00 | Barbosa, Huber 6 | (16–13)     | Alm 8      | Wiedigsburghalle, Nordhausen Nézőszám: 1700 Játékvezetők: Lah, Sok (SLO) |
| 2014. február 15. 15:00 | 3× 2×            | Jegyzőkönyv | 4× 3× 1×   | Wiedigsburghalle, Nordhausen Nézőszám: 1700 Játékvezetők: Lah, Sok (SLO) |

| 2014. február 15. 18:00 | ŽRK Vardar | 24 – 23     | FC Midtjylland Håndbold      | Boris Trajkovski Sports Center, Szkopje Nézőszám: 5000 Játékvezetők: Kékes, Kékes (HUN) |
| 2014. február 15. 18:00 | Đokić 6    | (10–12)     | L. Jørgensen, S. Jørgensen 5 | Boris Trajkovski Sports Center, Szkopje Nézőszám: 5000 Játékvezetők: Kékes, Kékes (HUN) |
| 2014. február 15. 18:00 | 2× 3×      | Jegyzőkönyv | 1× 2×                        | Boris Trajkovski Sports Center, Szkopje Nézőszám: 5000 Játékvezetők: Kékes, Kékes (HUN) |

| 2014. március 2. 16:00 | IK Sävehof | 26 – 32     | Thüringer HC           | Partillebohallen, Partille Nézőszám: 1515 Játékvezetők: Pech, Vagvölgyi (HUN) |
| 2014. március 2. 16:00 | Oden 9     | (13–16)     | Mietzner, Nadgornaja 6 | Partillebohallen, Partille Nézőszám: 1515 Játékvezetők: Pech, Vagvölgyi (HUN) |
| 2014. március 2. 16:00 | 3× 3×      | Jegyzőkönyv | 4× 2×                  | Partillebohallen, Partille Nézőszám: 1515 Játékvezetők: Pech, Vagvölgyi (HUN) |

| 2014. március 2. 18:15 | FC Midtjylland Håndbold | 25 – 24     | ŽRK Vardar | Ikast-Brande Arena, Ikast Nézőszám: 2048 Játékvezetők: Brehmer, Skowronek (POL) |
| 2014. március 2. 18:15 | S. Jørgensen 8          | (15–9)      | Lekić 7    | Ikast-Brande Arena, Ikast Nézőszám: 2048 Játékvezetők: Brehmer, Skowronek (POL) |
| 2014. március 2. 18:15 | 2× 3×                   | Jegyzőkönyv | 5× 3×      | Ikast-Brande Arena, Ikast Nézőszám: 2048 Játékvezetők: Brehmer, Skowronek (POL) |

| 2014. március 8. 15:00 | Thüringer HC | 24 – 24     | ŽRK Vardar | Wiedigsburghalle, Nordhausen Nézőszám: 2200 Játékvezetők: Stoļarovs, Līcis (LAT) |
| 2014. március 8. 15:00 | Nadgornaja 7 | (12–15)     | Lekić 10   | Wiedigsburghalle, Nordhausen Nézőszám: 2200 Játékvezetők: Stoļarovs, Līcis (LAT) |
| 2014. március 8. 15:00 | 2× 2×        | Jegyzőkönyv | 4× 2×      | Wiedigsburghalle, Nordhausen Nézőszám: 2200 Játékvezetők: Stoļarovs, Līcis (LAT) |

| 2014. március 9. 15:00 | IK Sävehof | 29 – 29     | FC Midtjylland Håndbold | Partillebohallen, Partille Nézőszám: 950 Játékvezetők: Arntsen, Røen (NOR) |
| 2014. március 9. 15:00 | Roberts 6  | (14–17)     | S. Jørgensen 7          | Partillebohallen, Partille Nézőszám: 950 Játékvezetők: Arntsen, Røen (NOR) |
| 2014. március 9. 15:00 | 2× 2×      | Jegyzőkönyv | 3×                      | Partillebohallen, Partille Nézőszám: 950 Játékvezetők: Arntsen, Røen (NOR) |

| 2014. március 16. 16:00 | FC Midtjylland Håndbold | 26 – 20     | Thüringer HC | Ikast-Brande Arena, Ikast Nézőszám: 2443 Játékvezetők: Bonifert, Oláh (HUN) |
| 2014. március 16. 16:00 | L. Jørgensen 6          | (15–10)     | Barbosa 6    | Ikast-Brande Arena, Ikast Nézőszám: 2443 Játékvezetők: Bonifert, Oláh (HUN) |
| 2014. március 16. 16:00 | 4× 2×                   | Jegyzőkönyv | 4× 3×        | Ikast-Brande Arena, Ikast Nézőszám: 2443 Játékvezetők: Bonifert, Oláh (HUN) |

| 2014. március 16. 18:00 | ŽRK Vardar | 24 – 18     | IK Sävehof | Boris Trajkovski Sports Center, Szkopje Nézőszám: 6000 Játékvezetők: Florescu, Duţă (ROU) |
| 2014. március 16. 18:00 | Lekić 7    | (11–9)      | Roberts 6  | Boris Trajkovski Sports Center, Szkopje Nézőszám: 6000 Játékvezetők: Florescu, Duţă (ROU) |
| 2014. március 16. 18:00 | 4× 3×      | Jegyzőkönyv | 1× 2×      | Boris Trajkovski Sports Center, Szkopje Nézőszám: 6000 Játékvezetők: Florescu, Duţă (ROU) |

### 2. csoport
| Csapat                  | M | Gy | D | V | G+  | G-  | Gk  | P  |
| ----------------------- | - | -- | - | - | --- | --- | --- | -- |
| Győri Audi ETO KC       | 6 | 4  | 2 | 0 | 160 | 147 | +13 | 10 |
| ŽRK Budućnost Podgorica | 6 | 3  | 3 | 0 | 150 | 126 | +24 | 9  |
| Larvik HK               | 6 | 1  | 1 | 4 | 134 | 147 | –13 | 3  |
| Krim Ljubljana          | 6 | 1  | 0 | 5 | 133 | 157 | –24 | 2  |

| 2014. február 1. 18:30 | Győri Audi ETO KC | 23 – 23     | ŽRK Budućnost Podgorica | Magvassy Mihály Sportcsarnok, Győr Nézőszám: 3000 Játékvezetők: Alpaidze, Berezkina (RUS) |
| 2014. február 1. 18:30 | Amorim 6          | (9–13)      | Cvijić 6                | Magvassy Mihály Sportcsarnok, Győr Nézőszám: 3000 Játékvezetők: Alpaidze, Berezkina (RUS) |
| 2014. február 1. 18:30 | 3× 2×             | Jegyzőkönyv | 6× 2×                   | Magvassy Mihály Sportcsarnok, Győr Nézőszám: 3000 Játékvezetők: Alpaidze, Berezkina (RUS) |

| 2014. február 1. 20:30 | Krim Ljubljana | 24 – 18     | Larvik HK | Arena Stožice, Ljubljana Nézőszám: 2500 Játékvezetők: Brunovský, Čanda (SVK) |
| 2014. február 1. 20:30 | Penezić 7      | (12–10)     | Mørk 6    | Arena Stožice, Ljubljana Nézőszám: 2500 Játékvezetők: Brunovský, Čanda (SVK) |
| 2014. február 1. 20:30 | 4× 2×          | Jegyzőkönyv | 3× 3×     | Arena Stožice, Ljubljana Nézőszám: 2500 Játékvezetők: Brunovský, Čanda (SVK) |

| 2014. február 7. 20:00 | Larvik HK          | 23 – 29     | Győri Audi ETO KC | Arena Larvik, Larvik Nézőszám: 4025 Játékvezetők: Pandžić, Mošorinski (SRB) |
| 2014. február 7. 20:00 | Riegelhuth Koren 5 | (13–18)     | Görbicz 8         | Arena Larvik, Larvik Nézőszám: 4025 Játékvezetők: Pandžić, Mošorinski (SRB) |
| 2014. február 7. 20:00 | 4× 3×              | Jegyzőkönyv | 3× 3×             | Arena Larvik, Larvik Nézőszám: 4025 Játékvezetők: Pandžić, Mošorinski (SRB) |

| 2014. február 9. 19:00 | ŽRK Budućnost Podgorica | 30 – 15     | Krim Ljubljana   | Morača Sports Center, Podgorica Nézőszám: 5000 Játékvezetők: Jurinović, Mrvica (CRO) |
| 2014. február 9. 19:00 | négy játékos 4          | (13–6)      | Lazović-Varlec 4 | Morača Sports Center, Podgorica Nézőszám: 5000 Játékvezetők: Jurinović, Mrvica (CRO) |
| 2014. február 9. 19:00 | 4× 3× 1×                | Jegyzőkönyv | 5× 3×            | Morača Sports Center, Podgorica Nézőszám: 5000 Játékvezetők: Jurinović, Mrvica (CRO) |

| 2014. február 16. 18:00 | Győri Audi ETO KC   | 27 – 24     | Krim Ljubljana | Magvassy Mihály Sportcsarnok, Győr Nézőszám: 3000 Játékvezetők: Florescu, Duţă (ROU) |
| 2014. február 16. 18:00 | Amorim, Bulatović 6 | (14–12)     | Penezić 6      | Magvassy Mihály Sportcsarnok, Győr Nézőszám: 3000 Játékvezetők: Florescu, Duţă (ROU) |
| 2014. február 16. 18:00 | 2× 3×               | Jegyzőkönyv | 2× 3×          | Magvassy Mihály Sportcsarnok, Győr Nézőszám: 3000 Játékvezetők: Florescu, Duţă (ROU) |

| 2014. február 16. 20:00 | ŽRK Budućnost Podgorica | 19 – 19     | Larvik HK | Morača Sports Center, Podgorica Nézőszám: 5000 Játékvezetők: Dentz, Reibel (FRA) |
| 2014. február 16. 20:00 | Neagu 5                 | (8–7)       | Mørk 8    | Morača Sports Center, Podgorica Nézőszám: 5000 Játékvezetők: Dentz, Reibel (FRA) |
| 2014. február 16. 20:00 | 3× 3×                   | Jegyzőkönyv | 2× 2×     | Morača Sports Center, Podgorica Nézőszám: 5000 Játékvezetők: Dentz, Reibel (FRA) |

| 2014. március 1. 18:15 | Larvik HK | 17 – 22     | ŽRK Budućnost Podgorica | Arena Larvik, Larvik Nézőszám: 3150 Játékvezetők: Erdoğan, Özdeniz (TUR) |
| 2014. március 1. 18:15 | Mørk 7    | (9–9)       | Cvijić 6                | Arena Larvik, Larvik Nézőszám: 3150 Játékvezetők: Erdoğan, Özdeniz (TUR) |
| 2014. március 1. 18:15 | 3× 3×     | Jegyzőkönyv | 6× 3×                   | Arena Larvik, Larvik Nézőszám: 3150 Játékvezetők: Erdoğan, Özdeniz (TUR) |

| 2014. március 1. 20:30 | Krim Ljubljana          | 22 – 24     | Győri Audi ETO KC | Arena Stožice, Ljubljana Nézőszám: 2000 Játékvezetők: Bonaventura, Bonaventura (FRA) |
| 2014. március 1. 20:30 | Krpež, Lazović-Varlec 5 | (14–14)     | Görbicz 5         | Arena Stožice, Ljubljana Nézőszám: 2000 Játékvezetők: Bonaventura, Bonaventura (FRA) |
| 2014. március 1. 20:30 | 1× 3×                   | Jegyzőkönyv | 3× 3×             | Arena Stožice, Ljubljana Nézőszám: 2000 Játékvezetők: Bonaventura, Bonaventura (FRA) |

| 2014. március 8. 18:15 | Larvik HK | 28 – 22     | Krim Ljubljana | Arena Larvik, Larvik Nézőszám: 1748 Játékvezetők: Schulze, Tönnies (GER) |
| 2014. március 8. 18:15 | Edin 6    | (14–12)     | Mavsar 6       | Arena Larvik, Larvik Nézőszám: 1748 Játékvezetők: Schulze, Tönnies (GER) |
| 2014. március 8. 18:15 | 3× 3×     | Jegyzőkönyv | 5× 2×          | Arena Larvik, Larvik Nézőszám: 1748 Játékvezetők: Schulze, Tönnies (GER) |

| 2014. március 9. 19:15 | ŽRK Budućnost Podgorica | 26 – 26     | Győri Audi ETO KC | Morača Sports Center, Podgorica Nézőszám: 5000 Játékvezetők: Poulsen, Mortensen (DEN) |
| 2014. március 9. 19:15 | Neagu 7                 | (14–12)     | Görbicz 8         | Morača Sports Center, Podgorica Nézőszám: 5000 Játékvezetők: Poulsen, Mortensen (DEN) |
| 2014. március 9. 19:15 | 5× 3×                   | Jegyzőkönyv | 3× 2×             | Morača Sports Center, Podgorica Nézőszám: 5000 Játékvezetők: Poulsen, Mortensen (DEN) |

| 2014. március 15. 20:30 | Krim Ljubljana | 26 – 30     | ŽRK Budućnost Podgorica | Arena Stožice, Ljubljana Nézőszám: 1500 Játékvezetők: Pandzić, Mosorinski (SRB) |
| 2014. március 15. 20:30 | Penezić 8      | (15–17)     | Ježić 6                 | Arena Stožice, Ljubljana Nézőszám: 1500 Játékvezetők: Pandzić, Mosorinski (SRB) |
| 2014. március 15. 20:30 | 2× 2×          | Jegyzőkönyv | 4× 3×                   | Arena Stožice, Ljubljana Nézőszám: 1500 Játékvezetők: Pandzić, Mosorinski (SRB) |

| 2014. március 16. 19:05 | Győri Audi ETO KC | 31 – 29     | Larvik HK | Magvassy Mihály Sportcsarnok, Győr Nézőszám: 3000 Játékvezetők: Lythje, Christiansen (DEN) |
| 2014. március 16. 19:05 | Görbicz 7         | (14–12)     | Edin 11   | Magvassy Mihály Sportcsarnok, Győr Nézőszám: 3000 Játékvezetők: Lythje, Christiansen (DEN) |
| 2014. március 16. 19:05 | 3× 3×             | Jegyzőkönyv | 3× 2×     | Magvassy Mihály Sportcsarnok, Győr Nézőszám: 3000 Játékvezetők: Lythje, Christiansen (DEN) |